# Kopáni
Kopáni (Kopani) är en ort i Grekland.   Den ligger i prefekturen Nomós Ioannínon och regionen Epirus, i den centrala delen av landet, 300 km nordväst om huvudstaden Aten. Kopáni ligger 401 meter över havet och antalet invånare är 350.
Terrängen runt Kopáni är kuperad åt sydost, men åt nordväst är den bergig. Kopáni ligger nere i en dal. Runt Kopáni är det glesbefolkat, med 20 invånare per kvadratkilometer. Närmaste större samhälle är Anatolí, 17,7 km norr om Kopáni. I omgivningarna runt Kopáni växer i huvudsak blandskog.